# كريستيان سيبولفيدا
كريستيان سيبولفيدا (بالإسبانية: Christian Sepúlveda)‏ (23 مايو 1987 بسانتياغو في تشيلي - ) هو لاعب كرة قدم تشيلي في مركز الدفاع. شارك مع منتخب تشيلي تحت 20 سنة لكرة القدم. أما مع النوادي، فقد لعب مع سانتياغو واندررز ويونيون إسبانيولا وسانتياغو مورنينغ ‏ وديبورتيس ميليبيلا وديبورتيفو نوبلينس ‏ وديبورتيس ماجالانز واتحاد سان فيليبي ‏ وديبورتيس إيكيكي.

## وصلات خارجية
- كريستيان سيبولفيدا على موقع الاتحاد الدولي (مؤرشف)  (الإنجليزية)
- كريستيان سيبولفيدا على موقع قاعدة بيانات كرة القدم.إي يو (الإنجليزية)
- كريستيان سيبولفيدا على موقع Soccerway.com (الإنجليزية)
- كريستيان سيبولفيدا على موقع عالم كرة القدم.نت (الإنجليزية)